# Dänholm
Pour les articles homonymes, voir Danholm.
Dänholm est une île allemande dans le Strelasund en mer Baltique  entre Stralsund et Rügen.
Le Ziegelgrabenbrücke relie Dänholm à la terre ferme, le Rügendammbrücke à l'île de Rügen.
Dänholm a été utilisée durant longtemps par les militaires et passe pour être le lieu de naissance de la marine prusse. La Volksmarine de la DDR utilisa Dänholm comme lieu d'exercice. Aujourd'hui se trouve entre autres sur l'île un musée de l'histoire de la marine allemande et une annexe du musée de la mer de Stralsund, le Nautineum. Par ailleurs, Dänholm représente un lieu apprécié des amateurs de voile.
Originellement l'île se nomma Strale. Les Danois utilisèrent le port naturel entre l'actuelle Dänholm et le continent comme point de départ de nombreuses expéditions militaires. En 1429, les citoyens de Stralsund en supériorité numérique mirent en fuite les Danois et nommèrent - en souvenir - l'île Dänholm.

## Galerie

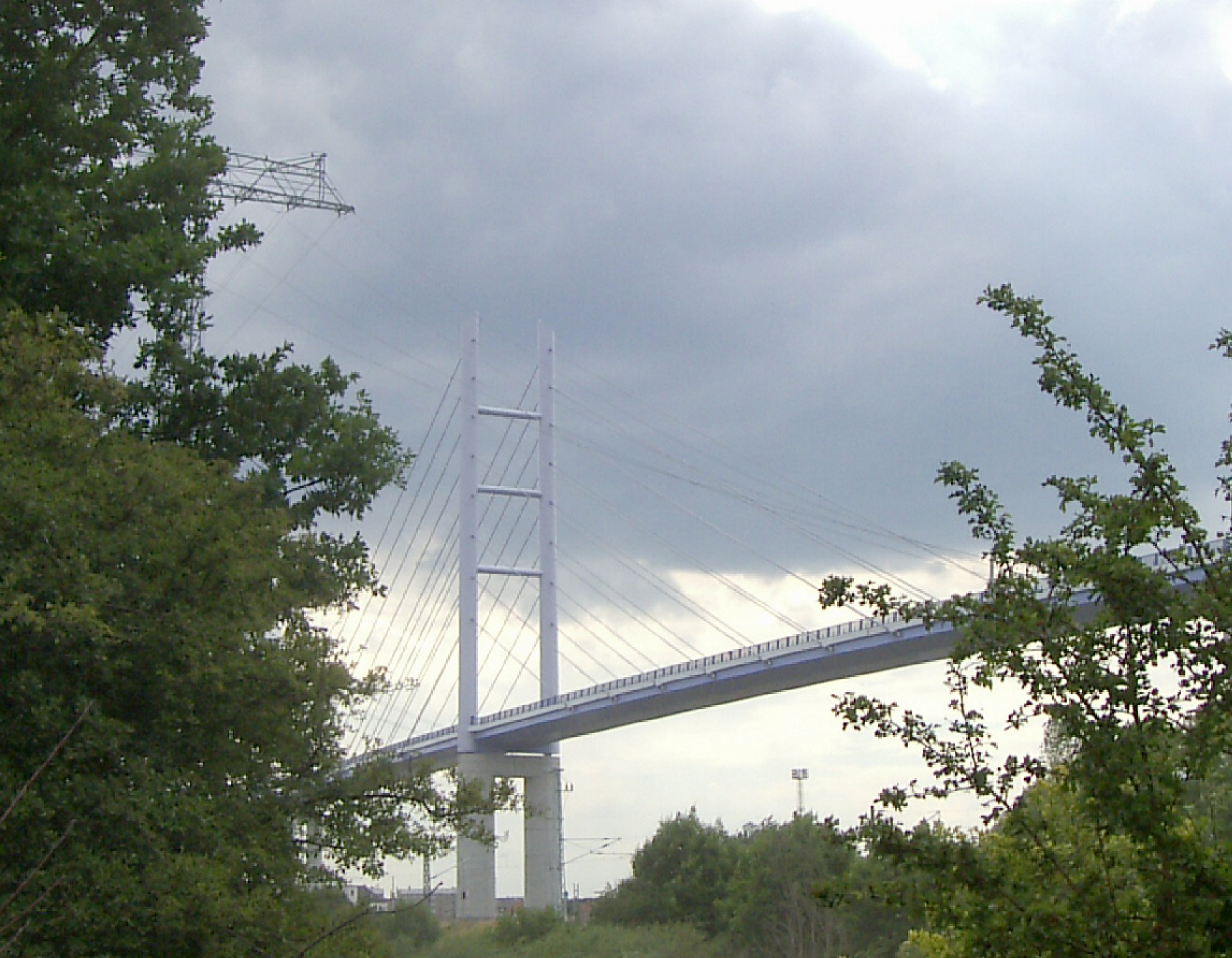
Rügendammbrücke.
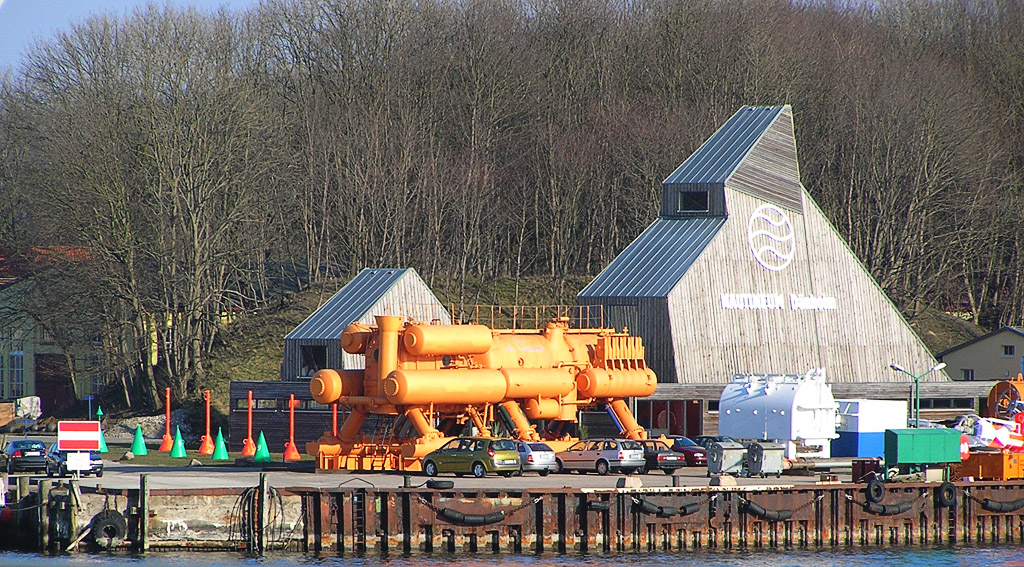
Nautineum.